# 东方锤角叶蜂属
东方锤角叶蜂属（学名：Orientabia）是锤角叶蜂科的一属。

## 下属物种
本属包括以下物种：
- Orientabia magna